# گونگ-اوستروو
گونگ-اوستروو (به لاتین: Gunie-Ostrów) یک روستا در لهستان است که در گمینا کوواکی کوشچیلنه واقع شده‌است. گونگ-اوستروو ۱۰۰ نفر جمعیت دارد.